# さび色
さび色（さびいろ）とは、色の一種。

## 特色
- こげ茶やマルーンと同じ色合いである。
- 英語名の「ラスティー」は、ニックネームにも使われる。
- JISの色彩規格では「暗い灰みの黄赤」としている。一般に、鉄錆のような赤茶色のこと。少し赤みが加わると赤錆色になる。具体的色名を表す言葉としては新しいが、本来の色合いを灰みにくすませた色の形容として用いている場合は、古くから用いられてきた。錆浅葱、錆納戸などが典型。